# Sitobion manitobense
Sitobion manitobense är en insektsart som först beskrevs av Robinson 1965.  Sitobion manitobense ingår i släktet Sitobion och familjen långrörsbladlöss. Inga underarter finns listade i Catalogue of Life.